# Romances sans paroles (Mendelssohn)
Pour les articles homonymes, voir Romances sans paroles.
Les Romances sans paroles (allemand : Lieder ohne Worte), parfois Chansons sans paroles, sont de brèves pièces pour piano composées par Felix Mendelssohn à différentes périodes de sa vie. Elles occupent huit recueils publiés entre 1830 et 1845, dont cinq sont dédiés à des femmes.

## Les recueils
Note : Seuls les titres avant les parenthèses sont du compositeur ; ceux entre parenthèses ont été imaginés par divers éditeurs.

### Opus 19
Composé entre 1829 et 1830, le premier recueil a été publié en 1830 à Londres sous le titre Melodies for the Pianoforte :
1. Andante con moto en mi majeur (« Doux souvenirs ») (MWV U 86) ;
2. Andante espressivo en la mineur (« Regrets ») (MWV U 80) ;
3. Molto allegro e vivace en la majeur  (« Jägerlied » / « La chasse ») (MWV U 89) ;
4. Moderato en la majeur (« Confiance ») (MWV U 73) ;
5. Agitato en fa dièse mineur  (« Agitation ») (MWV U 90) ;
6. Andante sostenuto en sol mineur « Venetianisches Gondellied  » (« Chanson de gondolier vénitien »)  (MWV U 78).

### Opus 30
Composé entre 1833 et 1834 et dédié à Elisa von Woringen, il a été publié en mai 1835 à Bonn sous le titre Lieder ohne Worte, comme le seront les suivants :
1. Andante espressivo en mi bémol majeur  (« Contemplation ») (MWV U 103) ;
2. Allegro di molto en si bémol mineur (« Trouble ») (MWV U 77) ;
3. Adagio non troppo en mi  majeur  (« Consolation ») (MWV U 104) ;
4. Agitato e con fuoco en si mineur  (« Le vagabond »)  (MWV U 98) ;
5. Andante grazioso en ré majeur  (« Le ruisseau »)  (MWV U 97) ;
6. Allegretto tranquillo en fa dièse mineur « Venetianisches Gondellied  » (« Chanson de gondolier vénitien ») (MWV U 110) Il s'agit du second Gondellied après l'opus 19 no 6.

### Opus 38
Composé entre 1836 et 1837 et dédié à Rosa von Woringen, il a été publié en août 1837 :
1. Con moto en mi bémol majeur   (« Étoile du soir ») (MWV U 121) ;
2. Allegro non troppo en ut mineur  (« Bonheur perdu ») (MWV U 115) ;
3. Presto e molto vivace en mi majeur  (« La harpe du poète ») (MWV U 107) ;
4. Andante  en la majeur (« Espoir ») (MWV U 120) ;
5. Agitato  en la mineur  (« Appassionata »)  (MWV U 137) ;
6. Andante con moto  en la bémol majeur  « Duetto » (« Duo ») (MWV U 119) Le titre du morceau, dû à Mendelssohn, se réfère aux deux mélodies qui composent la pièce et sont censées représenter chacune un chanteur.

### Opus 53
Composé entre 1839 et 1841 et dédié à Sophia Horsley, il a été publié en mai 1841 :
1. Andante con moto en la bémol majeur  (« Sur la grève ») (MWV U 143) ;
2. Allegro non troppo en mi bémol majeur  (« Nuages floconneux ») (MWV U 109) ;
3. Presto agitato en sol mineur  (« Agitation ») (MWV U 144) ;
4. Adagio en fa majeur (« Tristesse de l’âme ») (MWV U 114) ;
5. Allegro con fuoco en la mineur « Volkslied » (« Chanson folklorique ») (MWV U 153) ;
6. Molto allegro vivace  en la majeur  (« La fuite ») (MWV U 154).

### Opus 62
Composé entre 1842 et 1844 et dédié à Clara Schumann, il a été publié en avril 1844. Outre une autre Venetianisches Gondellied, il contient le célèbre Frühlingslied (« Chanson de printemps »), composé pour l'anniversaire de Clara en 1842 :
1. Andante espressivo en sol majeur  (« Brise de mai ») (MWV U 185) ;
2. Allegro con fuoco en si bémol majeur  (« Le départ ») (MWV U 181) ;
3. Andante maestoso en mi mineur (« Trauermarsch » / « Marche funèbre ») (MWV U 177) Orchestrée par Ignaz Moscheles, elle fut jouée aux funérailles de Mendelssohn ;
4. Allegro con anima en sol majeur  (« Chant du matin »)  (MWV U 175) ;
5. Andante con moto en la mineur « Venetianisches Gondellied  » (« Chanson de gondolier vénitien ») (MWV U 151) Il s'agit du troisième Gondellied après les opus 19 et 30 nos 6 ;
6. Allegretto grazioso en la majeur ( « Frühlingslied » / « Chanson de printemps ») (MWV U 161).

### Opus 67
Composé entre 1843 et 1845 et dédié à  Sophie Rosen, il a été publié en octobre 1845 :
1. Andante en mi bémol majeur   (« Méditation ») (MWV U 180) ;
2. Allegro leggiero en fa dièse mineur  (« Illusions perdues ») (MWV U 145) ;
3. Andante tranquillo  en si bémol majeur  (« Chant du pèlerin ») ( MWV U 102) ;
4. Presto en ut majeur (« Spinnerlied » / « La fileuse ») (MWV U 182) Le surnom du morceau est dû au rythme de la main gauche pouvant évoquer la rotation d'un rouet ;
5. Moderato en si mineur (« La complainte du berger ») (MWV U 184) ;
6. Allegro e non troppo en mi majeur (« Berceuse » ou « Sérénade ») (MWV U 188).

### Opus 85
Publié à titre posthume en février 1851, il regroupe des œuvres composées entre 1834 et 1845 :
1. Andante espressivo en fa majeur  (« Rêverie ») (MWV U 189) ;
2. Allegro agitato en la mineur (« L’adieu ») (MWV U 101) ;
3. Presto en mi bémol majeur (« Délire ») (MWV U 111) ;
4. Andante sostenuto en ré majeur (« Élégie ») (MWV U 190) ;
5. Allegretto en la majeur  (« Le retour ») (MWV U 191) ;
6. Allegretto con moto en si bémol majeur   (« Chanson du voyageur ») (MWV U 155).

### Opus 102
Publié à titre posthume en juin 1868, il rassemble des œuvres écrites entre 1842 et 1845 :
1. Andante un poco agitato en mi mineur  (« Sans foyer ») (MWV U 162) ;
2. Adagio en ré majeur  (« Regard sur le passé ») (MWV U 192) ;
3. Presto en ut majeur   (« Tarentelle ») (MWV U 195) ;
4. Un poco agitato, ma andante en sol mineur (« Les gémissements du vent ») (MWV U 152) ;
5. Allegro vivace en la majeur (« Kinderstück » / « Pièce pour enfant ») (MWV U 194) ;
6. Andante en ut majeur (« Croyance ») (MWV U 172).

Une septième pièce, Allegretto non troppo en  la majeur « Boat song » (« Barcarolle »), WoO 10, composée en 1837, complète l’édition de Constantin von Sternberg chez Schirmer, New York (1915).

## Discographie sélective
- Werner Haas en 1972 (1x2LP Philips)
- Daniel Barenboïm en 1974 (1x2CD Deutsche Grammophon)
- Lívia Rév en 1986 (1x2CD Hyperion),  Grand Prix du Disque